# Курмон (Эна)
Курмо́н (фр. Courmont) — коммуна во Франции, находится в регионе Пикардия. Департамент коммуны — Эна. Входит в состав кантона Фер-ан-Тарденуа. Округ коммуны — Шато-Тьерри.
Код INSEE коммуны — 02227.

## Население
Население коммуны на 2010 год составляло 110 человек.
| 1962 | 1968 | 1975 | 1982 | 1990 | 1999 | 2010 |
| ---- | ---- | ---- | ---- | ---- | ---- | ---- |
| 148  | 137  | 133  | 113  | 106  | 113  | 110  |

## Экономика
В 2010 году среди 72 человек трудоспособного возраста (15—64 лет) 51 были экономически активными, 21 — неактивными (показатель активности — 70,8 %, в 1999 году было 60,9 %). Из 51 активных жителей работали 44 человека (26 мужчин и 18 женщин), безработных было 7 (3 мужчин и 4 женщины). Среди 21 неактивных 4 человека были учениками или студентами, 12 — пенсионерами, 5 были неактивными по другим причинам.